# Usingeriessa
Usingeriessa és un gènere d'arnes de la família Crambidae.

## Taxonomia
- Usingeriessa brunneosuffusa (Hampson, 1917)
- Usingeriessa brunnildalis Dyar, 1906
- Usingeriessa decoralis (Dognin, 1905)
- Usingeriessa hemilitha (Meyrick, 1936)
- Usingeriessa nigrifusalis (Dognin, 1911)
- Usingeriessa onyxalis (Hampson, 1897)
- Usingeriessa psalmoidalis (Schaus, 1924)
- Usingeriessa sinitalis (Schaus, 1906)
- Usingeriessa symphonalis (Dyar, 1914)
- Usingeriessa tamanalis (Schaus, 1924)
- Usingeriessa trespasalis (Dyar, 1926)